# West Hagbourne
West Hagbourne är en ort och civil parish i Storbritannien.   Den ligger i grevskapet Oxfordshire och riksdelen England, i den södra delen av landet, 80 km väster om huvudstaden London. West Hagbourne ligger 65 meter över havet och antalet invånare är 265.
Terrängen runt West Hagbourne är platt. Runt West Hagbourne är det ganska tätbefolkat, med 199 invånare per kvadratkilometer. Närmaste större samhälle är Oxford, 18,4 km norr om West Hagbourne. Trakten runt West Hagbourne består till största delen av jordbruksmark.